# Lajos Vajda
Lajos Vajda (Zalaegerszeg, 1908 - Budakeszi, 1941) va ser un pintor hongarès.

## Biografia
Va estudiar a la Universitat Hongaresa de Belles Arts a Budapest entre 1927 i 1930, quan va marxar a París. A França va introduir-se al cubisme i el surrealisme. A partir de 1934 va començar a pintar quadres, fer dibuixos i collages amb objectes de la vida camperola, amb motius d'origen hongarès, serbi i jueu.
Va morir el 1941 de tuberculosi. És considerat el màxim representant del surrealisme a Hongria.